# Dictator (альбом)
Dictator — второй полноформатный студийный альбом рок-группы Daron Malakian and Scars on Broadway, выпущенный 20 июля 2018 года. Все вокальные и инструментальные партии в рамках данного релиза исполнены Дароном Малакяном, основателем проекта.

## История
Альбом был записан ещё в 2012 году всего за 10 дней, однако официально вышел значительно позже из-за того, что Дарон планировал использовать песни с него в работе с System of a Down. Не сумев достичь согласия с остальными участниками, музыкант опубликовал пластинку под маркой своей второй группы лишь спустя 6 лет. Изображение на обложке создано ирако-армянским художником Вартаном Малакяном, отцом Дарона. Он же является автором художественного оформления альбомов Hypnotize и Mezmerize группы System of a Down.
В апреле 2018 года в сети появился клип на песню «Lives», призванный воодушевить американцев армянского происхождения, чьи предки пострадали от геноцида армян, а также выразить дань памяти всем жертвам этой исторической трагедии. Несколько позднее были обнародованы синглы «Dictator» и «Guns Are Loaded».
20 февраля 2019 года был опубликован видеоклип для трека «Guns Are Loaded».

## Благотворительность
24 апреля 2018 года, в день памяти жертв геноцида армян, Дарон Малакян совместно с благотворительным фондом Армении в Лос-Анджелесе запустил кампанию по сбору средств на гуманитарную помощь жителям деревень Арцаха, приуроченную к выходу композиции «Lives».

## Музыкальный стиль
Звучание Dictator имеет сходства с поздним творчеством System of a Down, однако оно менее агрессивно и обладает чертами таких исполнителей, как Дэвид Боуи и Talking Heads. Освещая темы веселья, предательства, войны, угнетения, лирическое содержание переходит к совершенно несвязанным вещам, иногда и вовсе — к полной бессмыслице. В аранжировках встречаются креативные ходы и инструменты. Например, в песне «Fuck and Kill» поверх «взрывных» гитарных партий играет восточная флейта, а в песне «Angry Guru» звучит гитарная мелодия на греческий манер. Часто придерживаясь мажорного лада, Малакян время от времени переходит в минорный, чтобы удивить слушателя. Многие инструментальные партии основаны на трэш-метале в стиле группы Anthrax, в то время как некоторые секции ассоциируются с панк-рок-группами по типу Bad Religion, Green Day и Offspring.

## Список композиций
Перечень заимствован с сайта AllMusic.
| №                   | Название                                                                    | Длительность |
| ------------------- | --------------------------------------------------------------------------- | ------------ |
| 1.                  | «Lives»                                                                     | 4:03         |
| 2.                  | «Angry Guru»                                                                | 3:36         |
| 3.                  | «Dictator»                                                                  | 3:00         |
| 4.                  | «Fuck and Kill»                                                             | 3:35         |
| 5.                  | «Guns Are Loaded»                                                           | 4:16         |
| 6.                  | «Never Forget»                                                              | 3:19         |
| 7.                  | «Talkin Shit»                                                               | 4:50         |
| 8.                  | «Till the End»                                                              | 4:55         |
| 9.                  | «We Won't Obey»                                                             | 3:39         |
| 10.                 | «Sickening Wars»                                                            | 2:18         |
| 11.                 | «Gie Mou "My Son"» (инструментальная композиция, кавер на Stamatis Kokotas) | 2:55         |
| 12.                 | «Assimilate» (кавер на группу Skinny Puppy)                                 | 3:38         |
| Общая длительность: | Общая длительность:                                                         | 44:04        |

## Участники записи
- Дарон Малакян — продюсер, автор музыки[9]
- Райан Уильямс — звукорежиссура, сведение[9]